# ペンブルック城
ペンブルック城（ペンブルックじょう、英語: Pembroke Castle、ウェールズ語: Castell Penfro）は、イギリス、ウェールズのペンブルックシャー、ペンブルックの町にある中世の城である。城はかつてペンブルック伯の居城 (family seat) であった。20世紀前半に大規模な修復を受け、1951年よりイギリス指定建造物1級 (Grade I) に指定されている。
1093年、ロジャー・ド・モンゴメリーがノルマンのウェールズ侵攻により、ペンブルック川の突端の高台を要塞化した際、この地に初めて城が建設された。1世紀の後、城はリチャード1世によって、12世紀のブリテンにおいて最有力者の1人となるウィリアム・マーシャルに与えられた。ウィリアムはペンブルック城を石材により改築し、今日に残る構造物の多くを構築した。城の総面積はおよそ 1ヘクタール (10,000 m2) であり、ウェールズにおける最大の城の1つである。

## 構造
城は、ミルフォード・ヘイヴン水路に至るペンブルック川が湾曲し、戦略上重要となる堅固な高台上ある。この地の最初の城塞は、ノルマン人のモット・アンド・ベーリーにおける「モット」（土塁）のない、インナー・ベーリー（内郭）であり、そこに土で作った城壁および木材の柵が施されていた。

### 石造城郭

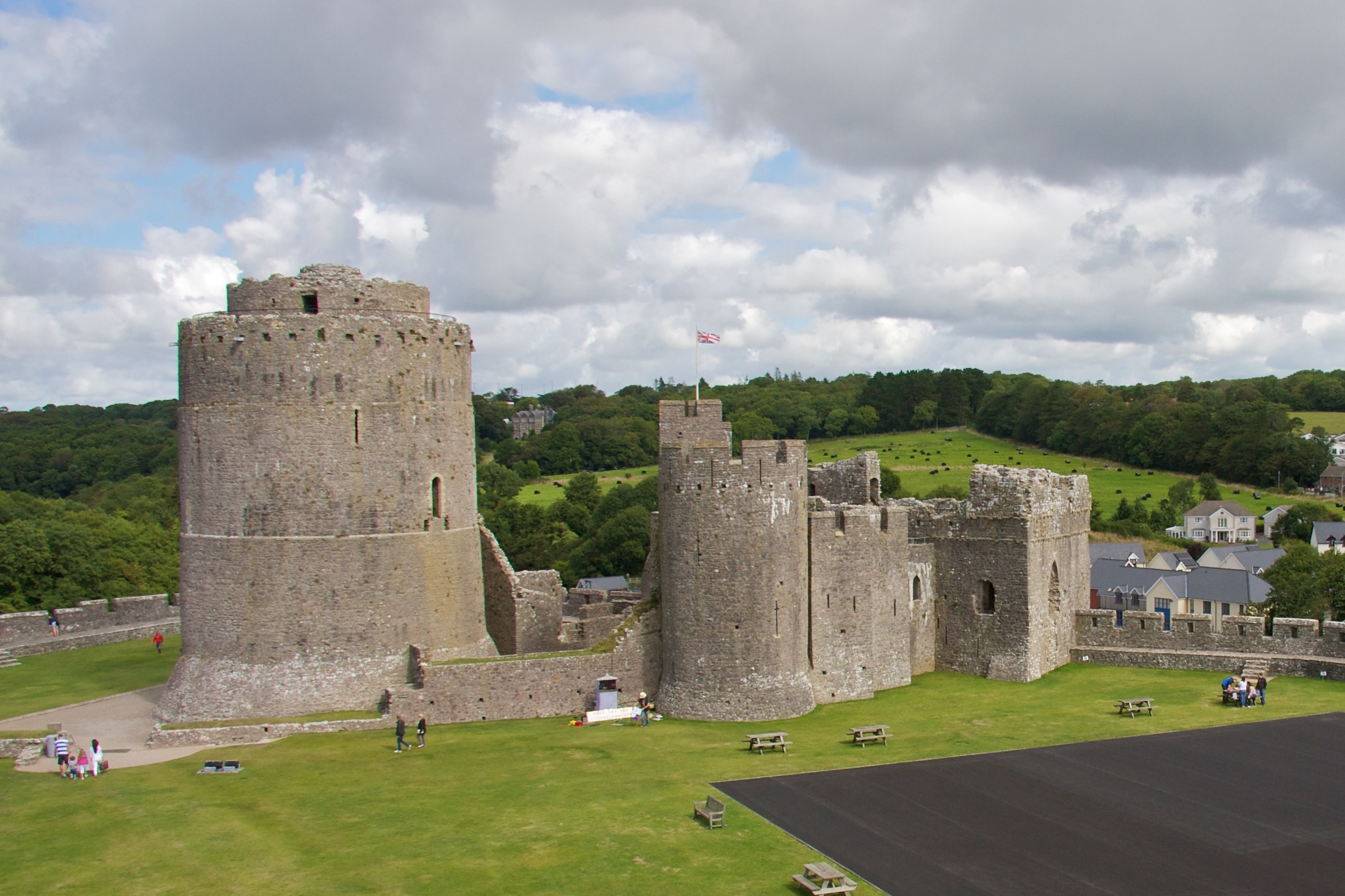
左: 南から見たキープ、中央: 牢獄（ダンジョン）塔、右: 大広間の東端

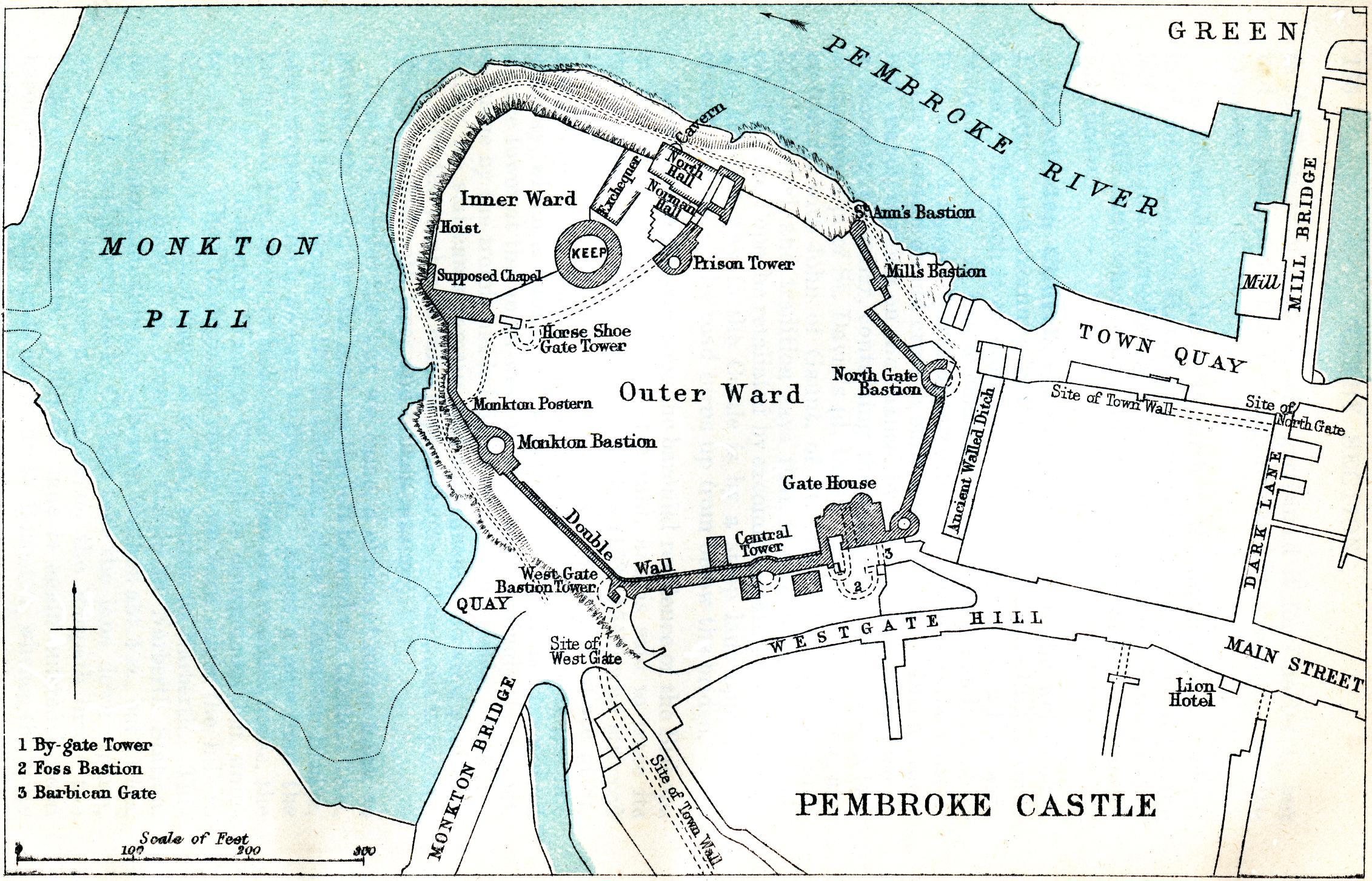
1892年のペンブルック城の見取り図

1189年、ペンブルック城はウィリアム・マーシャルのものとなり、ウィリアムは間もなく土と木の要塞を見事なノルマンの石造りの城への転換に取り掛かった。

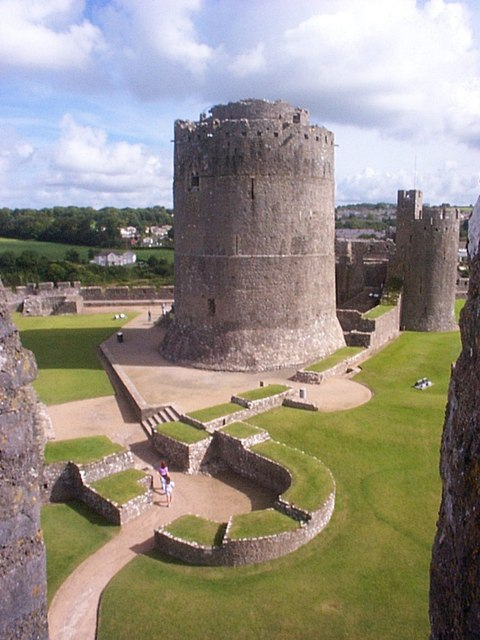
かつては手前の内郭入口より右手奥の牢獄塔にかけて内幕壁があった

#### キープ
最初に内郭が構築され、そこに丸屋根を備えた巨大な円筒形のキープ（天守）がある。この13世紀初頭の円形キープは、高さ 24.6メートル (81 ft) (23-25m) の4階建てであり、外径は約 16メートル (52 ft)(15.8m)、内径約 7.7メートル (25 ft)、基部の壁の厚さは 5.8メートル (19 ft)（最大6m）となる。その当初の2階の主室には装飾された2つの窓があり、入口は、吹き抜けの外部階段より通じていた。3階にも2つの窓があって、内部は、螺旋階段が各階層をつないでいた。キープの石造の丸屋根には、木造のテラス (fighting-platform) を支えるいくつかの腕木の足場の組み穴 (putlog holes) が見られる。最上部の周囲に胸壁が備えられ、そこから攻撃できた。また、1階前方には跳ね橋（初期の形）もあった。

#### 内郭
面積約 2,400平方メートル (26,000 sq ft) の内郭(Inner Ward) のカーテンウォール（幕壁）は、大きな馬蹄形（D字型）の入口を持っていた。その西周辺から東の牢獄（ダンジョン）塔 (Dungeon Tower) にかけて、キープの前面に内郭のカーテンウォールが延びていた。入口の塔は2階建てであったともいわれるが、今日、それらは輪郭が残存するのみであり、1640年代に取り壊されたものと考えられる。また、入口の西側内には、おそらく1219-1245年頃、ウィリアム・マーシャルの息子により、礼拝堂ならびに狭い西広間（ヴォールト型〈アーチ形天井〉平屋建て）が追加されていた。

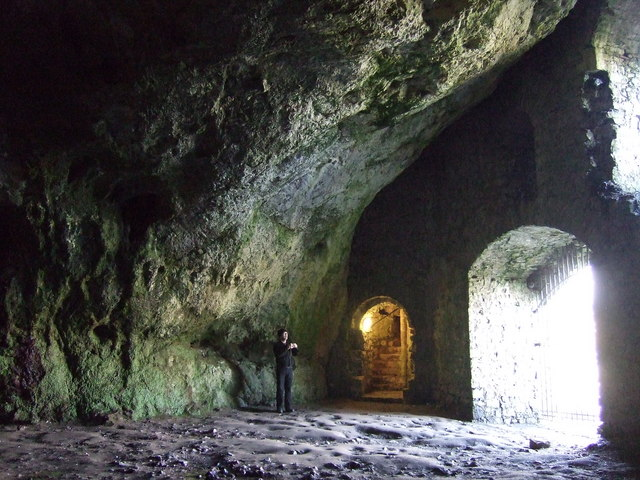
城の下にあるウォーガン (Wogan) 洞窟

崖沿いには薄い壁だけが必要とされたが、この壁の一部には、北側に小さな監視用タレット（小塔）および厚い壁を備えた正方形の北タレットがあった。
ウィリアム・マーシャルの当初の大広間 (Great Hall) や、私室など居住の建物は内郭のなかにあった。この大広間は「ノルマン広間」(Norman Hall) とも称され、ここには1150-1170年にさかのぼる木造の建物があったとされる。13世紀後半、ド・ヴァランス家の時代には、1280年代のウィリアム・ド・ヴァランスの新しい大広間など、追加構造物が内郭に付加された。

#### 洞窟
内郭の大広間より55段の螺旋階段が設けられ、城の真下にあるウォーガン (Wogan) 洞窟として知られる、約 21.2メートル (70 ft) × 15.2メートル (50 ft) となる大きな石灰岩の洞窟に通じている。この旧石器時代よりヒトの痕跡のある洞窟は、自然の水の浸食により形成されたもので、そこに壁が設けられ、閂（かんぬき）が掛けられた入口や矢狭間で防御されていた。洞窟は川より通じており、艇庫または防御における水門（出撃用裏口〈 sallyport〉）として、川に船荷ないし人を移送する役目を果たしていたとも考えられる。

#### 外郭

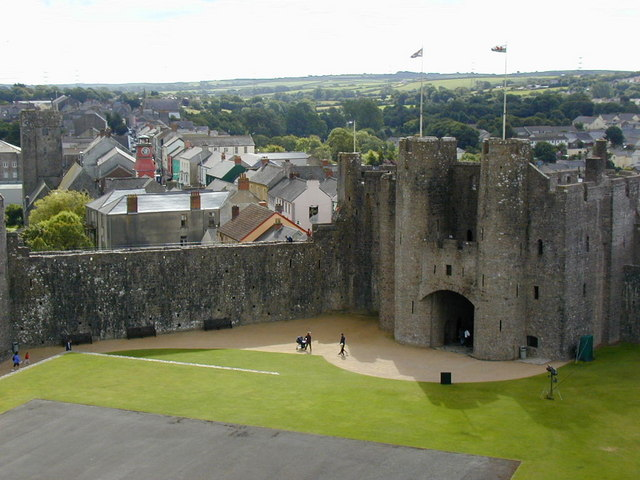
左右一対のゲートハウス（門楼）と外周壁の一部

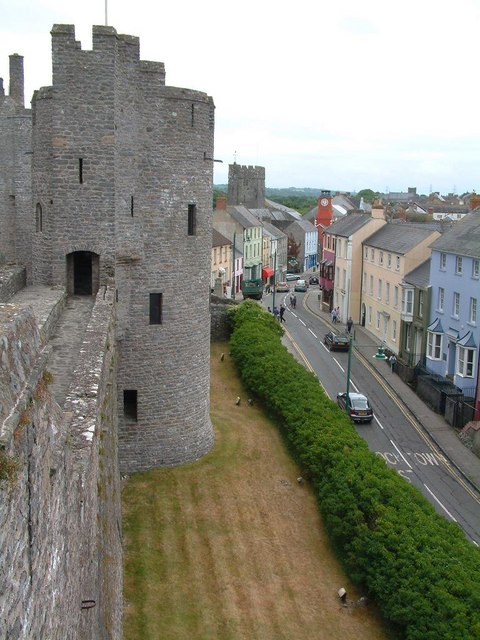
町側の外壁に立つ円塔「ヘンリー7世の塔」(Henry VII Tower)

面積約 7,600平方メートル (82,000 sq ft) の外郭 (Outer Ward) は、1258年頃、ウィリアム・ド・ヴァランスの時代より増拡が開始され、外郭壁の5か所の円塔、および大きな左右一対のゲートハウス（門楼）にあるバービカン (Barbican) により守られている。外壁と円塔は1260年代より築かれたもので、このうち城守 (constable) と家族が居住した3階建てのゲートハウスより続く西隣りにある円塔が、かつてヘンリー7世の生誕の地であったともいわれ、「ヘンリー7世の塔」(Henry VII Tower) と称されている。城の入口にある半円形のバービカンは、14世紀初頭、エイマー・ド・ヴァランスにより追加された。また同じく外郭の北東側の「聖アンナの稜堡（堡塁）」(St Anne’s Bastion) と呼ばれる防壁もエイマーにより追加されたものと考えられる。
ペンブルック城は、大きなキープのあるノルマン様式の囲われた城であるが、正確には連鎖型要塞とされ、それは13世紀後半のカーナーヴォンやコンウィにある城と同様、水に囲まれ、堅固な高台に建てられたことによる。これは攻め手が狭い前方からしか攻撃し得ないことを意味する。建築的には、ペンブルック城の最も厚い壁ならびにゲートハウスはすべて陸地の町の側面に集中しており、周囲の残りの部分は、湾曲するペンブルック川が自然の防御を施している。

## 歴史
ペンブルック城は、初期鉄器時代には居住地としての砦があった場所とも考えられ、少なくともローマ時代にローマン・ブリテンとして占領されていた場所に立地している。

### ノルマン朝
11世紀、1066年のヘイスティングズの戦いの後、ウィリアム1世（ノルマンディー公ギヨーム）のいとこで侵攻に携わったシュルーズベリー伯のロジャー・ド・モンゴメリーが、1093年、ここに最初の木造の城を築いた。翌1094年にロジャーが亡くなると、5人の息子のうち末子のアーノルフ・ド・モンゴメリーが城を引き継いだ。土と木だけで築かれたこのペンブルックの城塞は、ウェールズの攻撃、1094年や1096年の包囲（攻城戦）にも耐えた。その要塞は南西ウェールズのノルマンの支配する地の中心に構築され、アーノルフ・ド・モンゴメリーは、ペンブルックの城代 (castellan) としてジェラルド・ド・ウィンザーを任命した。
1100年、ウィリアム2世が急死すると、アーノルフ・ド・モンゴメリーは、1102年、ウィリアム2世の弟で後継者のヘンリー1世に反抗し、兄のロバート・オブ・ベレームに加勢したが、反乱が失敗すると、アーノルフは追放された。ヘンリー1世は城代を指名したが、選ばれた同族者が役に立たないことが分かると、王は1102年のうちにジェラルドを再任した。
1135年にヘンリー1世が亡くなり、1138年には王スティーブンが、ペンブルック城と伯爵の位をギルバート・ド・クレア（異名ストロングボウ、‘Strongbow’）に与えて、ペンブルックはノルマン人のアイルランド侵攻の重要な拠点として使用された。

### アンジュー朝
1189年、リチャード1世は、ギルバート・ド・クレアの孫娘であるイザベルと、ウィリアム・マーシャルとの結婚を支持した。1200年、城ならびにペンブルック伯の称号をともに受けると、13世紀初頭の1201年より、ウィリアム・マーシャルは城を石材で再構築し、同時に巨大なキープ（天守）を設置した。1219年にウィリアムが亡くなると、マーシャル家は、ウィリアムの5人の息子にそれぞれ順に引き継がれた。その3番目の息子であるギルバート・マーシャルは、1234-1241年に城の拡張とさらなる強化に携わった。マーシャルの息子は皆、子のないまま亡くなった。

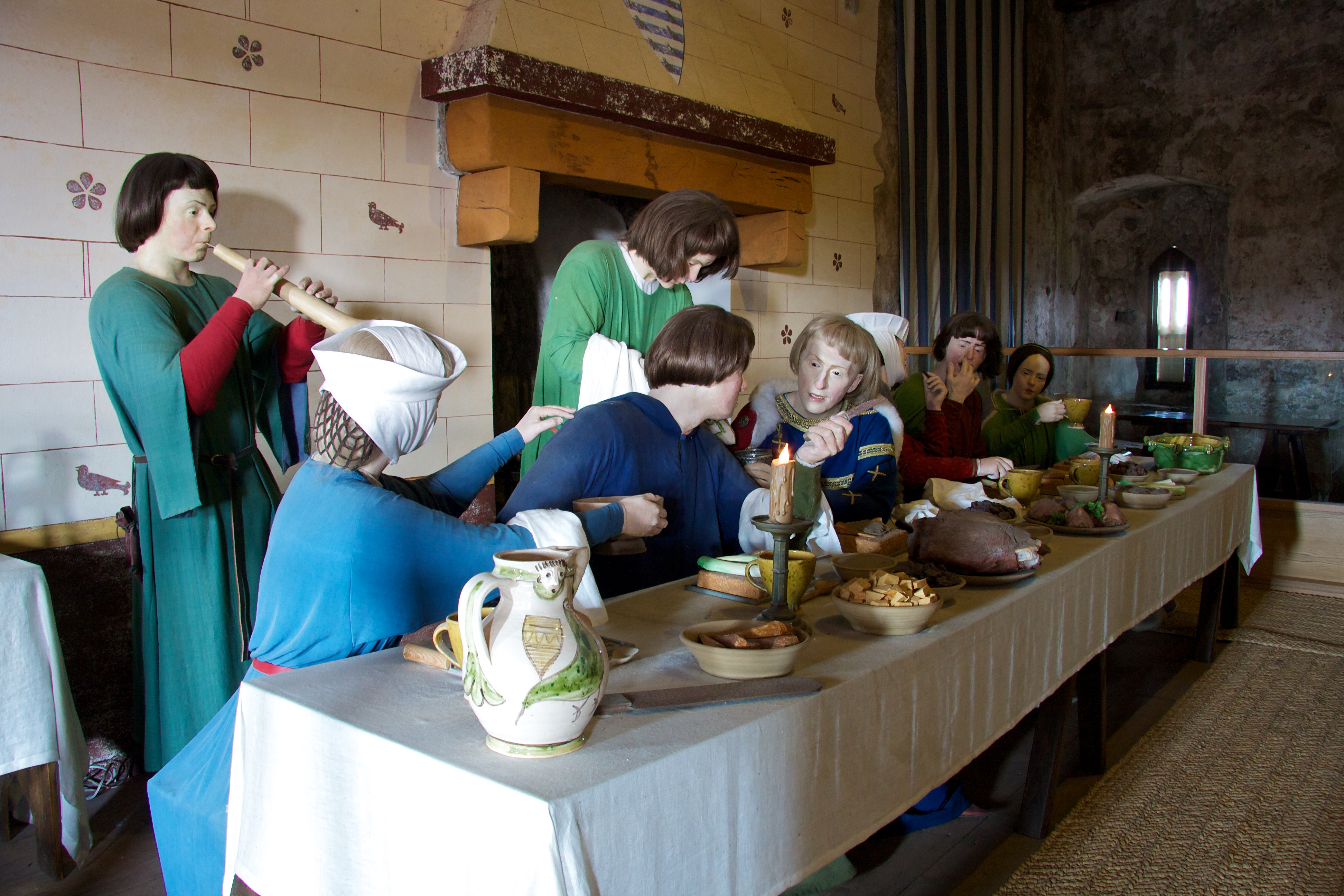
ウィリアム・ド・ヴァランスが城守とその家族に食事を振る舞う場面を描写した展示

1247年、城はウィリアム・マーシャルの孫娘のジョアン (Joan de Munchensi) との結婚によりペンブルック伯になったウィリアム・ド・ヴァランス（ヘンリー3世の異父弟）に継承された。ド・ヴァランス家は70年間にわたりペンブルックを支配した。この間、ペンブルックの町は防御壁に、3か所に表門、1か所に裏門 (postern) を備えて要塞化された。ペンブルック城は、1277年から1295年にかけてエドワード1世による北ウェールズの征服 (conquest) の際に、ウェールズ（グウィネズ王国）公と戦うためのド・ヴァランスの軍用基地となった。
ウィリアム・ド・ヴァランスの息子、エイマー・ド・ヴァランスが1324年に亡くなると、城はヘイスティングス家との結婚を通してローレンス・ヘイスティングスに引き渡された。しかし1389年、17歳のジョン・ヘイスティングスが馬上槍試合（ジョスト）で事故死したことで、250年にわたる一連の継承の終わりを迎えた。

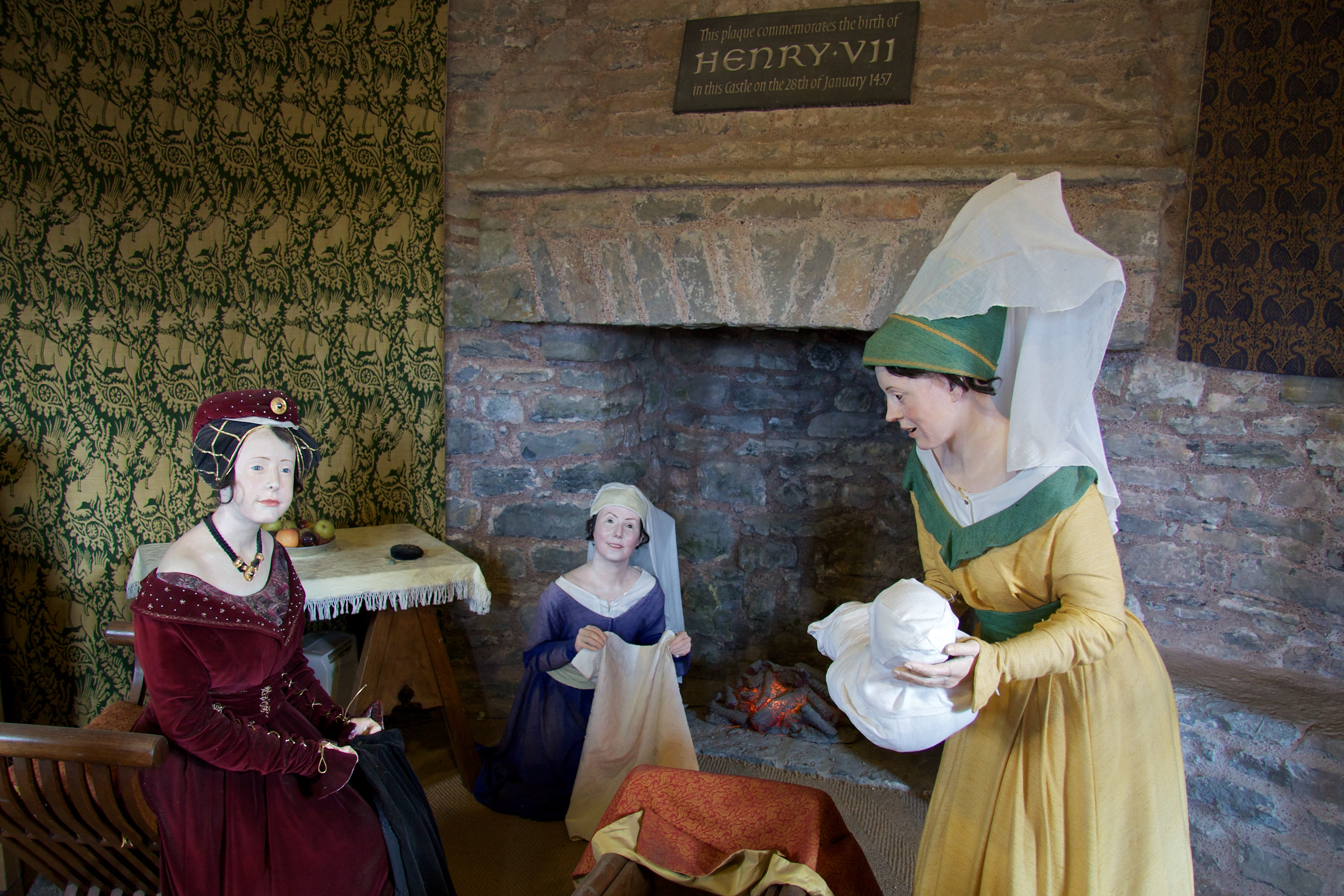
城における後のイングランド王ヘンリー7世の誕生を描いた展示

ペンブルック城は、次いで王リチャード2世に戻った。間もなく短期的な借地権が、その所有のために国王より付与された。1400年には、オワイン・グリンドゥールがウェールズで反乱を開始した。しかし、ペンブルックは、城守のフランシス・ア・コート (Francis а Court) が、グリンドゥールにデーンゲルド（租税〈ヘレゲルド、heregeld〉）に相当する賄賂を支払ったことから攻撃を免れた。
その後、城ならびに伯爵の称号がジャスパー・テューダーに、1454年、異父兄のヘンリー6世より贈られた。テューダーは寡婦となった義理の妹、マーガレット・ボーフォートをペンブルックに連れて行くと、1457年1月28日に13歳（12-14歳）のマーガレットは、イングランド王ヘンリー7世になる唯一の子ヘンリー・テューダー（ウェールズ語: Harri Tudur）を出産した。
15世紀、ペンブルック城は薔薇戦争における1461-1462年のヨーク派の勝利のうちに、エドワード4世よりウィリアム・ハーバートに貢献の見返りとして与えられている。

### テューダー朝以降
1485年にヘンリー7世が即位すると、ペンブルックは再びジャスパー・テューダーに授与された。1495年にチューダーが亡くなり、その後、個人の居城ではなくなったが、イングランド内戦の勃発まで、城の場所は平穏であった。しかし、1642年からの内戦の際、南ウェールズの大部分は国王チャールズ1世の味方であったが、ペンブルックは議会（円頂党）に賛成の意を示した。1644年、町は王党派の部隊により包囲されたものの、議会の援軍が近隣のミルフォード・ヘイヴンから船で到着して救われた。議会派軍はその後、テンビー、ハーバーフォードウェスト、カルーの王党派の城を占領していった。

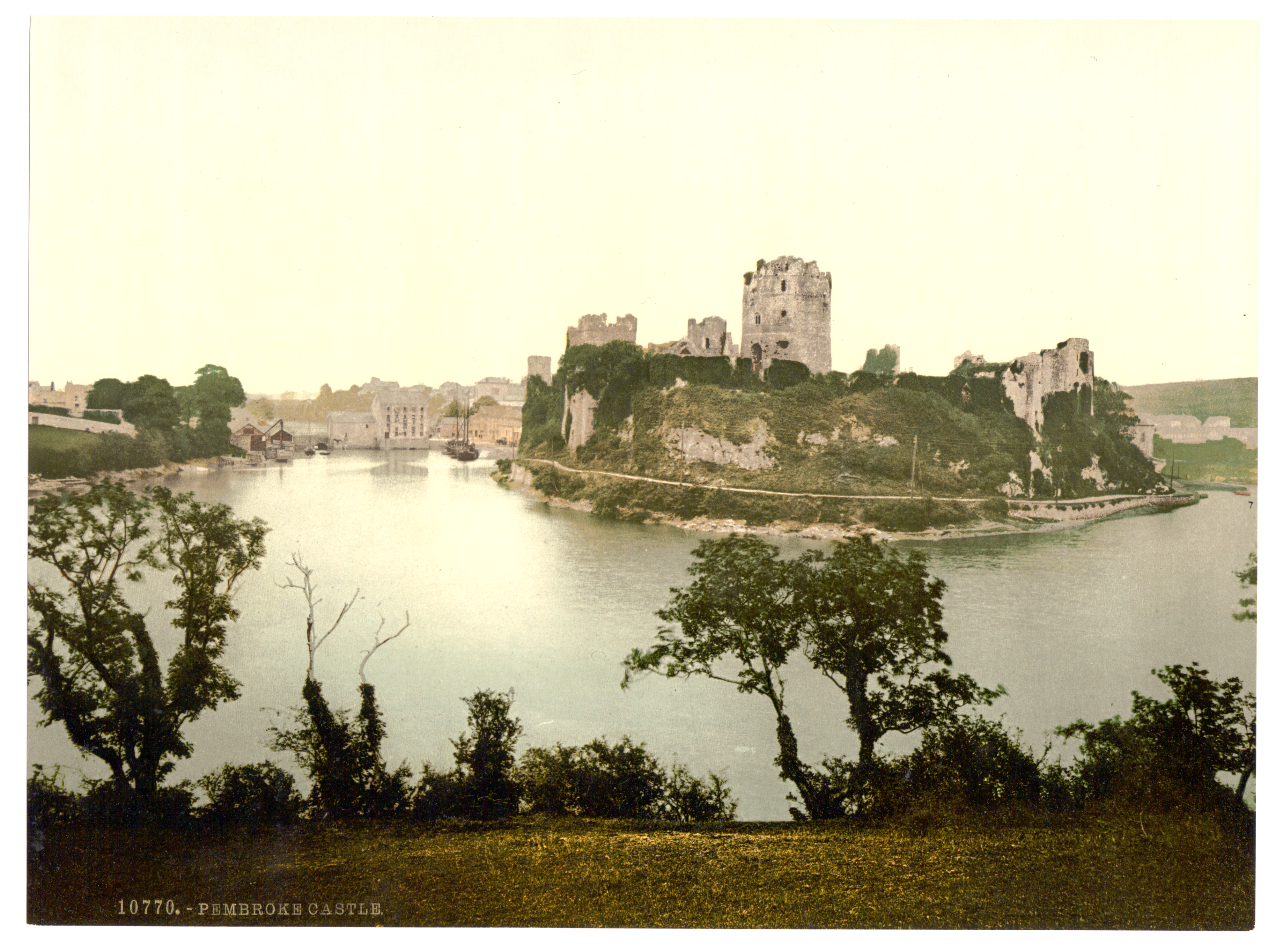
1890年代のペンブルック城

1648年、第二次イングランド内戦 (Second English Civil War) の開始に、ペンブルックの司令官ジョン・ポイヤー大佐は、テンビー城のパウエル大佐、チェプストウ城のニコラス・ケミーズと並んで王党派の反乱を先導した。議会派より派遣されたオリバー・クロムウェルが、同年5月24日、6000人の兵とともにペンブルックに到着すると、2か月（7週間）の包囲戦の後、7月11日の降伏により、城を占領した。王党派による反乱の3人の指導者は反逆で有罪とされ、クロムウェルは城を火薬などで破壊するよう命じた。また、町の住民は要塞を解体し、その石材を各用途に再使用することが一様に奨励された。
城は、その後放棄され、石材が略奪されたことで、1880年まで廃墟のままであったことから、好古家ジョセフ・コブ (Joseph Cobb) により、3年間の修復事業が行われた。1928年までそれ以上のことは何もされなかったが、アイヴァー・フィリップス少将が城を取得すると、城壁、ゲートハウスならびに塔の大規模な修復が開始された。彼の死後、フィリップス家とペンブルック・タウン評議会 (Pembroke Town council) により共同で城を管理するためのトラスト (Pembroke Castle Trust) が設立された。